# Жужелица Авинова
Жужелица Авинова (лат.  Carabus avinivi) — жук из семейства жужелиц. Видовое название дано в честь Андрея Николаевича Авинова — американского энтомолога русского происхождения. Вид был описан А. П. Семеновым-Тян-Шанским и Д. В. Знойко в 1932 году по единственному экземпляру, доставленному с сухопутной границы между СССР и Японией, проложенной после 1905 года на Сахалине по 50 параллели. Эндемик Сахалина, встречается также на острове Монерон, вне России в настоящее время неизвестен.

## Описание
Жук длиной 20—26 мм, голова и переднеспинка медно-красного цвета. Надкрылья зеленовато-бронзовые, их скульптура представлена ямками различного размера, почти ячеистая. Первичные промежутки разбиты на длинные узкие бугорки чёрного цвета с глубокими ямками. Нижняя сторона тела чёрная, бока с металлическим отливом.

## Распространение
Эндемик Сахалина. Обитает в горных районах острова. Встречаются спорадически, образуя локальные разреженные скопления, преимущественно в елово-пихтовых травянистых и зеленомошных лесах, реже — в смешанных лесах на высоте 50-500 м, значительно реже — в зоне курильского бамбука и кедрового стланика. Общий характер распределения — гетерогенный.

## Биология вида
Биология вида практически не изучена. Хищник-полифаг, питается моллюсками и другими наземными беспозвоночными. Повышение суточной активности взрослых жуков, связанное с периодом размножения, в предгорьях Сусунайского хребта отмечено в первой декаде июля. Ушедшие на зимовку жуки встречались в комлевой части гнилых пней пихты.

## Численность
В целом численность повсеместно низкая и постоянно сокращается вследствие уменьшение площади горных темнохвойных и смешанных лесов, в результате хозяйственной деятельности человека, отлова жуков коллекционерами.

## Замечания по охране
Занесена в Красную книгу России (II категория — сокращающийся в численности вид)